# Astronidium robustum
Astronidium robustum är en tvåhjärtbladig växtart som först beskrevs av Berthold Carl Seemann, och fick sitt nu gällande namn av Albert Charles Smith. Astronidium robustum ingår i släktet Astronidium och familjen Melastomataceae. IUCN kategoriserar arten globalt som livskraftig. Inga underarter finns listade i Catalogue of Life.